# فروشنده چینی
فروشنده چینی (به انگلیسی: China Salesman) (به چینی: 中国推销员) همچنین به عنوان قرارداد مرگبار و جنگ قبیله‌ای نیز شناخته می‌شود، یک فیلم اکشن چینی محصول سال ۲۰۱۷ به نویسندگی و کارگردانی تان بینگ است. در این فیلم لی دانگسو، مایک تایسون و استیون سیگال بازی می‌کنند. این فیلم در ۱۶ ژوئن ۲۰۱۷ در چین منتشر شد.

## داستان
«یان جیان»، مهندس فناوری اطلاعات جوان چینی است که داوطلبانه به شمال آفریقا می‌رود تا داوطلبانه به یک کمپانی در راقبتی کمک کند، برنده مسابقه می‌تواند حق کنترل ارتباطات بین جنوب و شمال را داشته باشد. مایکل جاسوسی فرانسوی که برای غرب کار می‌کند. رئیسش به او دستور داده تا به شمال آفریقا برود و برنده رقابت شود تا بتوانند منابع عظیم معدنی آفریقا را به کنترل خود درآورند.

## بازیگران
- لی دونگزو در نقش یان جیان
- مایک تایسون
- جانیککه اسکاولولد در نقش سوسانا
- لی آی در نقش روان لینگ
- اریک ابوآنی در نقش شیخ آسید
- استیون سیگال در نقش لادور
- زجیان وانگ در نقش ژنگ مینگ
- آنتونی گاور